# Galatien

Galatiens läge.

Karta över Mindre Asien

Galatien (klassisk grekiska: Γαλατία, latin: Galatia) var ett område på Anatoliens (Mindre Asiens) högplatå i dagens Turkiet. Det var beläget mellan Bithynien och Paflagonien i norr, Pontos och Kappadokien i öst, Lykaonien i söder och Frygien i väst.
Galater är den grekiska benämningen på det keltiska folk som i början av 200-talet f.Kr. drog in i Grekland. De nådde Delfi 278 f.Kr., plundrade staden och fortsatte därefter åt nordost över Bosporen. Galaterna blev bofasta runt det område där Ankara är beläget idag. 
Under tiden 228–64 f.Kr. styrdes Galatien som en galatisk tetrarki. Efter det slutgiltiga nederlaget mot Attalos I av Pergamon stabiliserades Galatiens territorium. Makten överfördes från militärledarna till ledarna för de viktigaste stammarna – tektosagerna, tolistobogerna och trokmerna, som var och en styrdes av fyra tetrarker. Således var hela landet under samtidig styrelse av 12 medregenter. Tyvärr, på grund av bristen på lokala mynt och lokala skriftliga källor, är kronologin över tetrarkernas regeringstid mycket fragmentarisk och baserad på knappa bevis från utländska källor.
År 64 f.Kr. gav den romerske generalen Pompejus Galatien en "korrekt struktur", enligt vilken den delades in i fyra delar (de tidigare "huvudstammarnas" territorier [tektosagerna, tolistobogerna och trokmerna] med tillägg av en av tektosager-divisionerna - tosioperna), som var och en styrdes av sin egen tetrark. Därefter fick några av tetrarkerna titeln kung i hela Galatien eller i delar av det.
År 25 f.Kr. omvandlade kejsar Augustus galaternas rike till en romersk provins, Galatien, med Ancyra (dagens Ankara) som huvudstad. Aposteln Paulus besökte området flera gånger under sina resor och skrev även ett brev, Galaterbrevet, till församlingarna i området.
Den vittbereste kyrkofadern Hieronymus (mest känd för att han översatte hela Bibeln till latin) konstaterade på 300-talet att folket som bodde i Galatien talade samma keltiska dialekt som han hört talas av treveri, en keltisk stam som bodde kring dagens Trier i Tyskland. Men det fanns inte någon enhetlig keltisk kultur eller något annat som band dem samman, med undantag av språket.